# Braemar (Scozia)
Braemar (Bràigh Mhàrr in gaelico scozzese) è un villaggio delle Highlands, in Scozia, appartenente alla contea dell'Aberdeenshire (nel nord-est della regione) e alla parrocchia civile di Braemar e Crathie e situato lungo il corso del fiume Dee, ai piedi delle Cairngorms.

## Geografia fisica
Braemar si trova a circa 15 km ad ovest di Crathie (la località famosa per il Balmoral Castle), a circa 90 km ad ovest di Aberdeen e a circa 80 km a nord di Perth.

### Clima
Il villaggio di Braemar è anche noto come il luogo, in cui, il 10 gennaio 1982, si registrò la temperatura più bassa di sempre nel Regno Unito, pari a -27,2 °C.

## Monumenti e luoghi d'interesse
L'edificio più noto di Braemar è il castello, eretto nel 1628 dall'Earl di Mar e ricostruito nel 1748 dopo che, nel 1689, era stato distrutto da un incendio.
|  |

## Cultura

### Letteratura
Proprio durante un soggiorno a Braemar nel 1881, lo scrittore Robert Louis Stevenson ideò il suo celebre romanzo L'isola del tesoro.

## Eventi
A Braemar si svolgono ogni anno, il primo sabato di settembre, le gare di lancio del tronco nell'ambito degli Highland Games.